# Ludwig Debo

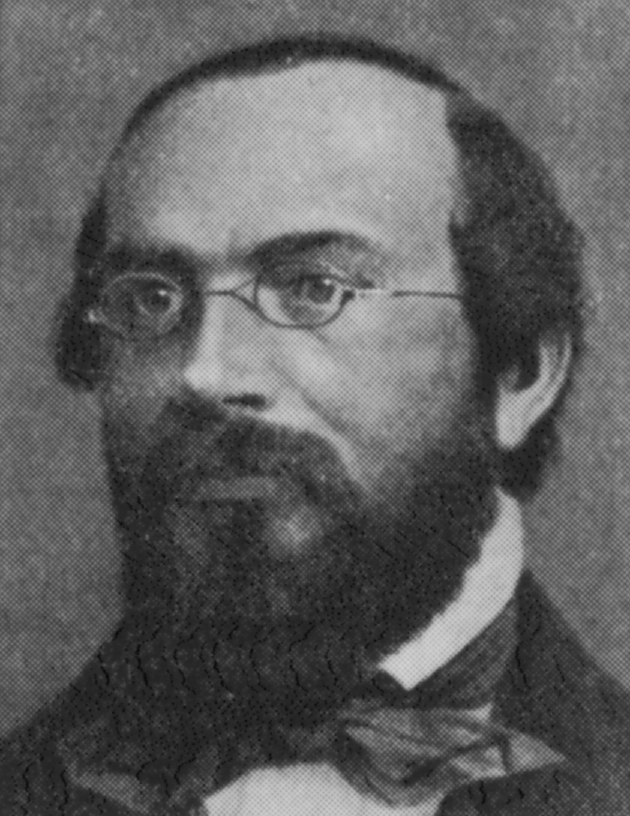
Ludwig Debo

Heinrich Ludwig Debo (* 16. Dezember 1818 in Hildesheim; † 7. Januar 1905 in Hannover) war ein deutscher Architekt und Hochschullehrer in Hannover.

## Leben
Ludwig Debo, Sohn eines Maurermeisters, studierte von 1838 bis 1840 bei Ernst Ebeling an der Polytechnischen Schule Hannover. Am 1. Mai 1843 wurde er Baukondukteur (Bauleiter) bei der hannoverschen Eisenbahnverwaltung und 1851 bis 1866 Vorstand des technischen Büros der Generaldirektion der Eisenbahnen und Telegraphen in Hannover. Als Nachfolger seines Lehrers Ebeling wurde er 1851 zusätzlich Lehrer der Baukunst, seit 1863 der Baukonstruktion und Baumaterialien sowie Entwerfen von Gebäuden, seit 1876 auch der Einrichtung der Gebäude, landwirtschaftliche Baukunst sowie Bauanschläge und Bauführung an der Polytechnischen Schule in Hannover. 1878 wurde ihm der Titel Professor verliehen. Zum 1. Oktober 1892 trat er im Range eines Geheimen Regierungsrats in den Ruhestand.
Sein Assistent Wilhelm Lüer trat im Oktober 1869 seine Nachfolge als Dozent für Baukunst und Ornamentik an.
Debo war ein Freund und Kollege von Conrad Wilhelm Hase und förderte den Backstein-Industriebau in Hannover. Er war Mitbegründer des Architekten- und Ingenieur-Vereins Hannover und Ehrenmitglied der Bauhütte zum weißen Blatt.

## Familie

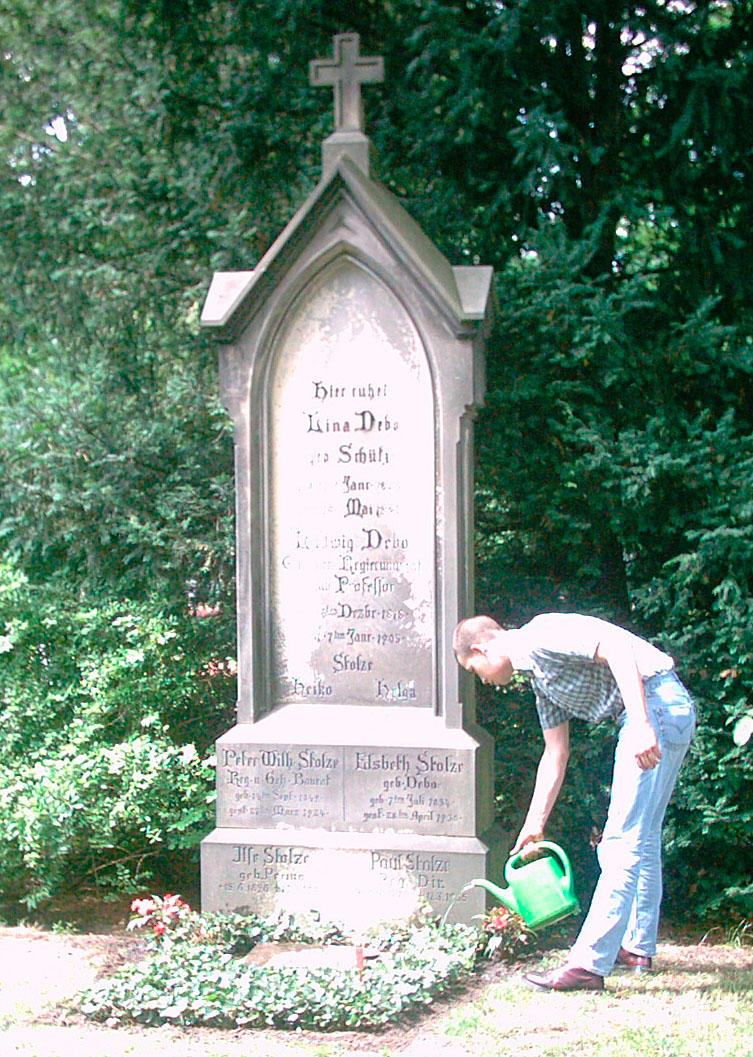
Ruhestätte von Heinrich Ludwig Debo – Historisches neogotisches Familiengrabmal von 1894 – Debo / Stolze / Gomes de Sousa, Hannover Stöcken im Jahre 2003

Ludwig Debo war verheiratet mit Lina geb. Schütz, beider Sohn Richard (1859–1915) war Patenkind von Conrad Wilhelm Hase und wurde später ebenfalls Architekt.  Die Tochter Marie Louise Elisabeth Debo heiratete den Juristen Christian Oppermann.

## Werk

### Architektonische Werke
- 1844–1845: mit Adolf Funk Werkstättengebäude auf dem Hauptbahnhof Hannover
- 1852: Gasanstalt in Hannover
- 1854: Arbeiterkolonie Fannystraße in Linden (Hannover)
- um 1855: Geschäftshaus der Gebrüder Hemmerde in Hannover, Reitwallstraße
- 1856–1859: verschiedene Industriebauten und eine Arbeitersiedlung nach dem Prinzip der „Sonnenbaulehre“ in Georgsmarienhütte bei Osnabrück
- 1857–1858: Mechanische Weberei in Linden (Hannover)
- 1861–1862: Kirche St. Felicianus in Kirchweyhe
- 1885: Gebäude der Kapital-Versicherungsanstalt in Hannover, Landschaftsstraße

### Schriften
- Erörterungen über die Baukunst der Neuzeit. Helwingsche Hofbuchhandlung, Hannover 1862 (Digitalisat).
- mit Carl Grote: Gemeinnützige Bauvereine. Bericht an Königlich Hannoversches Ministerium des Innern, erstattet im März 1861, mit besonderer Berücksichtigung der Verhältnisse der Residenzstadt Hannover. Hahnsche Hofbuchhandlung, Hannover 1861.
- mit Carl Grote: Gemeinnützige Wasch- und Badeanstalten. Bericht an Königliches Ministerium des Innern in Hannover, erstattet mit besonderer Berücksichtigung der Verhältnisse der Residenzstadt Hannover. Hahnsche Hofbuchhandlung, Hannover 1862 (Digitalisat).
- Die Festigkeit der Baumaterialien, die Tragfähigkeit des Baugrundes und die bei Bauwerken in Betracht kommenden Belastungen. Schmorl & von Seefeld, Hannover 1891.
- Die Lage der neutralen Schichte bei gebogenen Körpern und die Druckvertheilung im Mauerwerk bei excentrischer Belastung. Schmorl & von Seefeld, Hannover 1897.
- Beiträge zu den Gewölbekonstruktionen. Schmorl & von Seefeld Nachf., Hannover 1899 (Digitalisat).
- Lehrbuch der Mauerwerks-Konstruktionen. Gebr. Jänecke, Hannover 1901.